# Yannick Ferrera
Yannick Ferrera (Ukkel, 24 september 1980) is een Belgisch-Spaans voetbalcoach en voormalig voetballer. Ferrera was hoofdtrainer bij verschillende clubs, onder meer Sint-Truidense VV, Standard Luik, KV Mechelen en Waasland-Beveren. Hij is tevens de neef van voetbaltrainers Emilio en Manu Ferrera.

## Carrière

### Spelerscarrière
Yannick Ferrera, de zoon van een Spaanse vader en een Italiaanse moeder, werd geboren in België, maar liet zich pas in 1992 tot Belg naturaliseren. Hij had een kortstondige voetbalcarrière. Zo maakte hij als twintiger deel uit van de kern van KSK Beveren en speelde hij nadien nog even voor derdeklasser AFC Tubize. In 2002 zette hij een stap terug en ging hij aan de slag bij het bescheiden SK Lombeek-Liedekerke. Die club ruilde hij na een seizoen in voor RSD Jette. In oktober 2003 zette Ferrera een punt achter zijn korte spelerscarrière en concentreerde hij zich op zijn studies lichamelijke opvoeding.

### Trainersbegin
Ferrera zei het voetbal na zijn spelersafscheid echter niet definitief vaarwel. In 2004 werd hij bij RSC Anderlecht jeugdtrainer en begeleider van onder meer Matías Suárez, Romelu Lukaku en Cheikhou Kouyaté. Nadien maakte hij in dienst van AA Gent video-analyses voor trainer Michel Preud'homme, die hij 2011 ook volgde naar het Saoedi-Arabische Al Shabab.

### Sporting Charleroi
In de zomer van 2012 belandde Ferrera bij Sporting Charleroi. Omdat hij niet over een officiële UEFA Pro-Licence beschikte, was hij in theorie de assistent van technisch directeur Luka Peruzović. In werkelijkheid bemoeide Peruzović zich amper met de club en was Ferrera hoofdcoach. Ook zijn oom Manu was in het verleden trainer van de Zebra's. De jonge Ferrera verzekerde zich met Charleroi van het behoud en nam vervolgens op 14 februari 2013 ontslag als trainer.

### STVV
Op 24 mei 2013 werd Ferrera bij tweedeklasser Sint-Truidense VV voorgesteld als nieuwe trainer. Hij volgde Guido Brepoels op.
Tijdens zijn periode bij STVV liep hij ook stage bij Lazio Roma. In zijn eerste seizoen eindigde hij met STVV derde in Tweede klasse, op elf punten van kampioen KVC Westerlo, en in de eindronde voor promotie moest de club het onderspit delven tegen de nummer vier uit de reguliere competitie, Royal Mouscron-Péruwelz. In het seizoen 2014/15 was het echter wél prijs: STVV werd met negen punten voorsprong op Lommel United kampioen. Enkele maanden later, in september 2015, maakte hij de overstap naar Standard Luik, waar hij de ontslagen Slavoljub Muslin opvolgde.

### Standard Luik
Standard was niet al te denderend aan het seizoen 2015/16 begonnen: onder Muslin was het met 7 op 15 aan de competitie begonnen en sneuvelde het in de Europa League in de play-offronde tegen Molde FK. Onder interim-trainer Eric Deflandre was de club op de zesde speeldag met zware 7-1-cijfers de boot in gegaan tegen Club Brugge. Ook Ferrera startte aanvankelijk niet zo goed bij Standard: afgezien van de 2-3-bekerzege op KVV Coxyde begon de trainer met 1 op 15 in de competitie, waardoor Standard na de 1-2-nederlaag tegen Westerlo op de elfde speeldag laatste stond. De club herpakte zich echter en slaagde er net niet in om zich te plaatsen voor Play-off 1. De club won ook de Beker van België door in de finale Club Brugge te kloppen met 1-2. Desondanks was de relatie tussen Ferrera en het bestuur vertroebeld geraakt, en op 6 september 2016 werd hij ontslagen en vervangen door Aleksandar Janković.

### KV Mechelen
Meteen na zijn ontslag bij Standard besloot KV Mechelen, de club die Jankovic had verlaten voor Standard, om Ferrera onmiddellijk een contract aan te bieden als vervanger van Jankovic. Op 12 september 2016 ondertekende hij een overeenkomst voor twee seizoenen. Ook aan zijn periode bij KV Mechelen kwam een snel einde: dertien maanden na zijn aanstelling werd hij ontslagen op 23 oktober 2017. Mechelen stond op dat moment voorlaatste met acht punten uit elf wedstrijden. In het seizoen 2016/17 had Ferrera met KV Mechelen net naast Play-off 1 gegrepen: de Mechelaars eindigden zevende in de reguliere competitie, op slechts één punt van nummer zes Sporting Charleroi.

### Waasland-Beveren
Op 8 juni 2018 ondertekende Ferrera een contract van twee jaar bij Waasland-Beveren. Het verhaal van Yannick Ferrera bij Waasland-Beveren was op 11 november 2018 ten einde. De club besliste om de 38-jarige Ferrera op straat te zetten omwille van de tegenvallende resultaten die de ploeg de voorbije weken en maanden boekte. Na zijn ontslag bij Waasland-Beveren zat Ferrera elf maanden zonder club, hoewel hij in tussentijd in beeld was bij onder andere KSV Roeselare, Cercle Brugge, AS Trenčín en een Egyptische eersteklasser.

### Al-Fateh SC
Uiteindelijk ging hij in oktober 2019 aan de slag bij het Saoedische Al-Fateh SC. Het was zijn tweede job in Saoedi-Arabië, nadat hij eerder de assistent van Michel Preud'homme was bij Al Shabab. Al-Fateh stond bij de komst van Ferrera laatste in de Saudi Professional League met slechts één punt uit zes wedstrijden, maar Ferrera trok de situatie recht en onder zijn bewind eindigde Al-Fateh dertiende op zestien clubs, weliswaar slechts één punt boven de degradatiestreep. Ferrera kreeg in september 2020 een nieuw contract dat hem tot 2022 aan de club verbond.
Na afloop van het seizoen 2019/20 hoorde Al-Fateh de kassa stevig rinkelen: Ali Lajami en Ali Al-Hassan werden voor samen meer dan tien miljoen euro verkocht aan Al-Nassr, ook doelman Habib Al-Wotayan (naar kampioen Al-Hilal) leverde meer dan een miljoen euro op. De club begon in de competitie met 7 op 9 en stond na drie speeldagen zowaar op een gedeelde eerste plaats. Na een 0 op 12 in de eerste vier wedstrijden van december zakte de club naar een dertiende plaats op slechts drie punten van de degradatiestreep, maar de club steeg snel weer op in de stand. Eind februari 2021 dook de club even onder de degradatiestreep, maar de 0 op 9 werd gevolgd door een 9 op 9, waarna Al-Fateh uiteindelijk nog zevende eindigde. In de King's Cup haalde de club dat seizoen de halve finale, nadat het in de achtste finale de maat nam van Al-Ahli en in de kwartfinale van Ittihad Club. In de halve finale was Al Taawoun, de winnaar van 2019, te sterk voor het Al-Fateh van Ferrera.

### RWDM
Op 23 maart 2024 werd Ferrera bij RWDM aangesteld tot het einde van het seizoen 2023/24. Ferrera ondertekende een contract tot het einde van het seizoen met optie op een extra seizoen bij de Molenbekenaars, die op de slotspeeldag van de reguliere competitie naar de laatste plaats waren getuimeld. Ferrera was na Vincent Euvrard, Cláudio Caçapa en Bruno Irles reeds de vierde trainer dat seizoen bij RWDM.
RWDM begon de Relegation Play-offs met zes punten achterstand op een veilige dertiende plaats en slechts één punt achterstand op de veertiende plaats die recht gaf op barragewedstrijden tegen een club uit Eerste klasse B. De Molenbekenaars, die in het kalenderjaar 2024 slechts twee punten hadden gesprokkeld in tien competitiewedstrijden, startten de nacompetitie met een 0-0-gelijkspel tegen Sporting Charleroi, de hoogst geklasseerde ploeg in de Relegation Play-offs. Een dag later hielden ook KAS Eupen en KV Kortrijk elkaar in bedwang. In de twee daaropvolgende wedstrijden pakte RWDM de volle buit, waarop de Molenbekenaars plots in poleposition lagen voor de veertiende plaats: het verschil met KV Kortrijk en KAS Eupen bedroeg na drie speeldagen vijf punten. RWDM verloor evenwel zijn drie laatste wedstrijden, waardoor het KV Kortrijk was dat zich als veertiende plaatste voor de barragewedstrijden. Ondanks de degradatie tekende Ferrera eind mei bij tot medio 2026, met optie op een extra jaar mits promotie naar de Jupiler Pro League.

## Palmares
| Nationaal        |    |      |
| Beker van België | 1x | 2016 |

## Trivia
- Ferrera spreekt Nederlands, Frans, Spaans, Engels en Italiaans.